# Melvin David Rees
Melvin David Rees (n. 1933, Maryland, SUA – d. 1995) a fost un criminal în serie american și un celebru cântăreț de jazz. Acesta a fost unul dintre cei mai malefici criminali în serie din istoria Americii, fiind un sadist, un necrofil,  un violator și un ucigaș în serie. Acesta a ucis între 5 și 9 persoane. Melvin David Rees a murit în detenție. 

## Prima crimă
Prima crimă a avut loc pe 26 iunie 1957 atunci când acesta a tras pe dreapta o mașină în care se aflau un fost sergent din armată și soția lui și a cerut să îi fie date toate bijuteriile, toți banii și un pachet de țigări.Acesta a fost refuzat așa că a ucis-o pe soția sergentului. Sergentul a fugit și el a violat cadavrul victimei într-un fel sadist și a plecat.
Când poliția a ajuns acolo, au găsit în preajma unui bloc părăsit mai multe poze pornografice, violente și mai multe poze cu autopsii ale unor femei goale, dar cu tehnologia de atunci nu s-a putut găsi nici o urmă de ADN.

## Uciderea familiei Jackson
În ianuarie 1959, familia Jackson era formată dintr-un bărbat, o femeie și 2 minore. În 1959, ei au dispărut și au fost uciși cu sânge rece de către Melvin David Rees.